# 임승겸
임승겸(林昇謙, 1995년 4월 26일~)은 대한민국의 축구 선수이며, 포지션은 수비수이다. 현재 K리그1의 김천 상무 FC 소속이다.

## 구단 경력
2017 시즌을 앞두고 J2리그 소속의 나고야 그램퍼스에 입단했다. 2018 시즌을 앞두고 오이타 트리니타로 임대되었다. 하지만 한 경기도 뛰지 못했고 목포시청에 입단했다.
2019 시즌을 앞두고 K리그1으로 승격한 성남 FC에 입단했다.
2021시즌을 앞두고 FC 안양으로 이적했다.